# ديفيد كوردوبا
ديفيد كوردوبا (بالإسبانية: David Córdoba)‏ (9 ديسمبر 1980 بميديلين في كولومبيا - ) هو لاعب كرة قدم كولومبي في مركز الوسط. لعب مع أتلتيكو ناسيونال وأتليتيكو هويلا وCentauros Villavicencio ‏ وريونيغرو أغيلاس وكوكوتا ديبورتيفو ‏.

## وصلات خارجية
- ديفيد كوردوبا على موقع قاعدة بيانات كرة القدم.إي يو (الإنجليزية)
- ديفيد كوردوبا على موقع Soccerway.com (الإنجليزية)
- ديفيد كوردوبا على موقع AS.com (الإسبانية)